# Luis Alvarez
Luis Walter Alvarez (San Francisco (Ca.), 13 juni 1911 – Berkeley (Ca.), 1 september 1988) was een Amerikaans natuurkundige van Spaanse afkomst en winnaar van de Nobelprijs voor Natuurkunde. Alvarez was een van sleuteldeelnemers van het Manhattanproject. Het grootste deel van zijn wetenschappelijke carrière bracht hij door aan de Universiteit van Californië - Berkeley.

## Biografie
Luis Alvarez was de zoon van de fysioloog Walter C. Alvarez (1884-1978) en Harriet Skidmore Smythe. Zijn vader werkte destijds aan de universiteit van Californië als medisch onderzoeker, maar werd later alom bekend in de Verenigde Staten vanwege diens columns als "Amerika's familiearts". Zijn uit Spanje afkomstige grootvader Luis F. Alvarez was via Cuba naar de Verenigde Staten geëmigreerd waar hij een betere methode vond om lepra (macular leprosy) te diagnosticeren. Zijn moeder stamde uit een Ierse familie die een missionaire school in China hadden gesticht.
In San Francisco bezocht hij de Polytechnic High School. Later verhuisde het gezin naar Rochester (Minnesota) toen zijn vader een belangrijke functie bij de Mayo Clinic accepteerde. Vanaf 1928 studeerde hij aan de universiteit van Chicago, waar hij in 1932 zijn bachelor (B.S.), in 1934 zijn master (M.S.) en ten slotte in 1936 zijn doctoraat (Ph.D.) behaalde. Hij promoveerde bij Arthur Holly Compton met een proefschrift over diffractieroosters.
Na zijn promotie kwam Alvarez op de universiteit van Californië (UCB) terecht waar hij nauw samenwerkte met Ernest Lawrence in het Berkeley Radiation Laboratory. Zijn zuster Gladys was namelijk diens secretaresse. Vanaf 1938 was hij er assistent-professor en in 1945 werd hij benoemd tot hoogleraar in de natuurkunde. Deze positie behield hij tot 1978 toen hij met emeritaat ging.

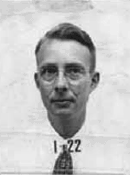
Alvarez' ID-badge-foto op Los Alamos.

De enige periode waarin hij niet verbonden was aan het UCB was gedurende de Tweede Wereldoorlog. Van 1940 tot 1943 werkte hij bij het stralingslaboratorium van het Massachusetts Institute of Technology, waar hij onderzoek deed naar diverse radarsystemen, en vanaf 1943 in het metallurgisch laboratorium te Chicago als medewerker van het Manhattanproject en vanaf 1944 in Los Alamos. Hier ontwikkelde hij het ontstekingsmechanisme van de plutoniumbom en was als wetenschappelijk waarnemer aan boord van de The Great Artiste die de Enola Gay begeleidde toen deze de eerste atoombom op Hiroshima wierp. Hoewel Alvarez geschokt was door de enorme vernietigingskracht van de bom, vond hij dat de actie gerechtvaardigd was omdat het de oorlog had verkort. Hij was een van de weinige wetenschappers die voortzetting van het Amerikaanse kernwapenprogramma na de oorlog propageerde. Voor zijn oorlogsverdiensten werd hij in 1947 onderscheiden met de Presidential Medal for Merit.
Alvarez was sinds 1936 gehuwd met Geraldine Smithwick, met wie hij twee kinderen kreeg, zoon Walter en dochter Jean. Het huwelijk bleek niet bestand tegen de lange periode tijdens de oorlog, waarin Luis en Geraldine niet bij elkaar waren. Hij hertrouwde in 1958 met Janet Landis met wie hij ook twee kinderen kreeg, Donald en Helen. In 1988 overleed Luis Alvarez op 77-jarige leeftijd aan kanker.

## Werk

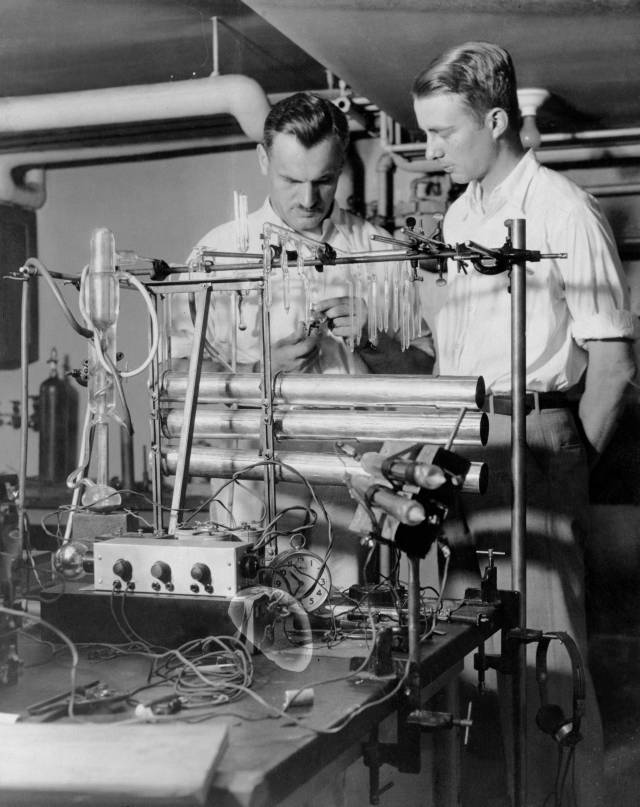
Student Luis Alvarez (rechts) samen met Arthur Compton aan de universiteit van Chicago (1933).

In het begin van zijn wetenschappelijke carrière werkte Alvarez op het gebied van de optica en kosmische straling. Hij bouwde een apparaat van geigertellers om kosmische straling mee waar te nemen, en samen met zijn faculteitsadviseur Compton voerde Alvarez (die nog student was) in 1932 in Mexico-Stad een experiment uit om het 'oost-westeffect' van kosmische straling te meten. Vanuit het westen werd een grotere stralingsintensiteit gemeten, waarop Alvarez concludeerde dat primaire kosmische straling positief geladen was.
Later concentreerde hij zijn werk op de kernfysica. In 1937 gaf hij de eerste experimentele demonstratie van het bestaan van het fenomeen van de elektronenvangst, de absorptie van een elektron uit de binnenste schil van een atoom door de kern. Samenwerkend met Felix Bloch bepaalde hij in 1939 de eerste nauwkeurige meting van het magnetisch moment van een neutron. Kort na het uitbreken van de oorlog in Europa ontdekte hij de in 1934 door Mark Oliphant voorspelde waterstofisotoop tritium, die belangrijk was bij de latere ontwikkeling van de waterstofbom en kernfusie.
Na de oorlog ontwierp en overzag hij de eerste lineaire protonversneller te Berkeley, die in 1947 gereedkwam. Ook was hij medeontwikkelaar van de eerste synchrotron en verbeterde hij het bellenvat van Donald Glaser, door vloeibare waterstof te gebruiken in plaats van di-ethylether. Onder zijn supervisie werd voor 2,5 miljoen dollar een model van 72 inch gebouwd dat in 1959 in bedrijf kwam, waarmee een groot aantal nieuwe elementaire deeltjes werden ontdekt. Veel van deze deeltjes bleken een zo korte levensduur te bezitten (minder dan 10−22 seconde) dat men nog nauwelijks van deeltjes kan spreken. Ze worden resonanties genoemd, omdat zij zich laten zien als een piek in de werkzame doorsneden van de reactie als functie van de energie. Voor de ontdekking van een reeks van resonantietoestanden met zijn zelfontwikkelde bellenvat mocht Alvarez in 1968 de Nobelprijs in ontvangst nemen.
Van 1965 tot 1969 probeerde hij met behulp van metingen van kosmische hoogtestraling er achter te komen of er zich in de Egyptische piramide van Chefren onontdekte kamers bevonden, net zoals in de andere piramides van Gizeh. In een ruimte onder de piramide mat hij de afzwakking van muonen uit iedere richting en vergeleek de gegevens met een simulatie. Hieruit concludeerde hij dat er geen zulke kamers in de piramide aanwezig waren.
Innovatief was hij ook op andere gebieden dan de kernfysica. Zo vond Alvarez, een fervent golfer, in 1958 een stroboscopische golftrainer uit voor het analyseren en verbeteren van zijn golfswing. Voor president Dwight D. Eisenhower bouwde hij een elektronische "indoor"-golfmachine. In 1968, het jaar waarin hij de Nobelprijs kreeg, vond hij een optisch stabilisatiesysteem (variabele focus) uit voor verrekijkers en fotocamera's. Voor zijn uitvindingen (22 patenten) werd hij in 1978 opgenomen in de National Inventors Hall of Fame.

## Uitsterving dinosauriërs
Samen met zijn zoon, de geoloog Walter Alvarez en nog enkele anderen, legde hij het idee voor dat de inslag van een planetoïde of komeet in de aarde de oorzaak was van de uitsterving van de dinosauriërs. De basis van Alvarez' theorie vormt de hoge concentratie iridium die werd gevonden in een kleilaag die zich pal op de Krijt-Paleogeengrens bevindt. Omdat het op aarde zeldzame iridium veel voorkomt op planetoïden moet er tijdens de overgang van het Krijt op het Paleogeen een planetoïde zijn ingeslagen, die grote hoeveelheden stof (waaronder het iridium) de atmosfeer injoeg. Zo bereikte minder zonlicht het aardoppervlak, waardoor veel planten en (als gevolg daarvan) de dieren die zich ermee voedden uitstierven. Alleen omnivoren, insecteneters en aaseters overleefden de massa-uitsterving. Aan het begin van het Paleogeen lijken er geen uitsluitend herbivore en carnivore soorten meer in leven te zijn geweest.
De theorie van deze massa-extinctie, die vader en zoon Alvarez in 1980 publiceerden, werd aanvankelijk niet algemeen geaccepteerd. De laatste jaren van zijn leven besteedde Luis daarom voor een groot deel aan het verklaren en verdedigen van hun zienswijze. In 1990, na het overlijden van Alvarez senior, werd er in Yucatán een reusachtige inslagkrater ontdekt, de Chicxulubkrater, die precies op de Krijt-Tertiairovergang gedateerd kon worden. Mede door deze ontdekking bleef de theorie van Luis en Walter Alvarez overeind. Tegenwoordig wordt ze door veel wetenschappers geaccepteerd voor het uitsterven van 85% van alle soorten op aarde, waaronder de dinosauriërs en grote zoogdieren.

## Erkenning
Alvarez was vanaf 1947 lid van de National Academy of Sciences waarvan hij in 1963 de National Medal of Science kreeg. In 1987 ontving hij van het Amerikaanse ministerie van energie de Enrico Fermi-prijs. Verder was hij lid van de American Philosophical Society, de American Physical Society (voorzitter in 1969), de American Academy of Arts and Sciences en de National Academy of Engineering.
Gedurende zijn leven mocht hij enkele prestigieuze onderscheidingen in ontvangst nemen, onder meer:
- 1947 – Presidential Medal for Merit
- 1953 – John Scott Medal
- 1961 – Albert Einstein Award
- 1962 – AIEEE Pioneer Award
- 1965 – Albert Abraham Michelson Award van het Franklin Instituut